# 韓虎
韓 虎（かん こ、? - 紀元前425年）は、韓康子（かん こうし）ともいい、春秋戦国時代の晋の卿。 
韓虎は韓庚（韓荘子）の子として生まれた。韓庚が死去すると、後を嗣いで韓氏の宗主となった。紀元前453年、韓虎は智瑶（智伯・智襄子）や魏駒（魏桓子）らとともに趙無恤（趙襄子）を晋陽に包囲した。趙無恤の調略を受けて、韓虎は魏駒とともに智瑶を襲撃し、智瑶を敗死させた。智氏の領地を韓・魏・趙の3氏で分け取ると、韓氏の領地は拡大し、韓が諸侯へと飛躍する契機を作った。紀元前425年、韓虎は死去し、子の韓啓章が後を嗣いだ。